# AG København
AG København var en dansk elitehåndboldklub, der blev dannet som en fusion mellem FCK Håndbold og AG Håndbold med virkning fra 1. juni 2010. Konstruktionen offentliggjordes på et pressemøde 7. januar 2010 og omfattede udelukkende et herrehold. Den 31. juli 2012 indgav klubben konkursbegæring.
Fusionen mellem de to klubber betød, at KasiGroup ejede 56% af AG København, mens PARKEN Sport & Entertainment ejede 10%. De øvrige ejere var Albertslund IF Håndbold og Glostrup Håndbold. Flemming Østergaard fra FCK indtrådte i bestyrelsen i det nye AG København.
Klubben skulle oprindeligt have haft hjemmebane i Brøndby-Hallen, men man endte med at få en aftale med Ballerup Super Arena. Her blev der med 6.231 solgte billetter til holdets debut i Håndboldligaen sat dansk tilskuerrekord til en klubkamp i håndbold.
I sæsonen 2011-12 spillede og benyttede AGK fast i Brøndbyhallen, som sin hjemmebane.
AG København vandt 28. december 2010 sin første titel, da det blev til finalesejr over Århus Håndbold i DHF's Landspokalturnering. Samme sæson blev de danske mestre i håndbold for sæsonen 2010-11.
Klubben vandt pokalturneringen igen 5. februar 2012 og blev danske mestre for anden gang 2. juni 2012.

## AG Københavns sæson 2011-12
AG København spillede sig i sin første sæson i Champions League i semifinalen, ved at vinde over FC Barcelona.
Kort tid efter denne sportslige triumf satte Ekstra Bladet fokus på klubejer Jesper "Kasi" Nielsen og AGKs katastrofale økonomi. Grundet stor personlig hetz valgte Kasi-Jesper derfor at trække sig. Klubbens dødsspiral blev efterfølgende cementeret af afgangen af direktør Søren Colding 30. juli 2012 og dagen efter, 31. juli 2012, blev AGK erklæret konkurs.

## AG Københavns trup 2011-12
| 1  | Kasper Hvidt       | Danmark | Målmand      |
| 3  | Kasper Ottesen     | Danmark | Højre fløj   |
| 4  | Rene Toft Hansen   | Danmark | Streg        |
| 5  | Arnór Atlason      | Island  | Venstre back |
| 8  | Lars Jørgensen     | Danmark | Højre back   |
| 9  | Gudjón Sigurdsson  | Island  | Venstre fløj |
| 10 | Snorri Gudjonsson  | Island  | Playmaker    |
| 11 | Ólafur Stefánsson  | Island  | Højre back   |
| 12 | Steinar Ege        | Norge   | Målmand      |
| 15 | Henrik Toft Hansen | Danmark | Streg        |
| 18 | Niclas Ekberg      | Sverige | Højre fløj   |
| 20 | Stefan Hundstrup   | Danmark | Venstre fløj |
| 22 | Mads Larsen        | Danmark | Venstre back |
| 23 | Joachim Boldsen    | Danmark | Playmaker    |
| 24 | Mikkel Hansen      | Danmark | Venstre back |

## Trænerstab for AG København
| Stilling     | Navn             | Nationalitet |
| ------------ | ---------------- | ------------ |
| Træner       | Magnus Andersson | Sverige      |
| Team Manager | Allan Hrenczuk   | Danmark      |

## Titler
- DHF's Landspokalturnering: 2010* og 2011
- Danske mestre: 2010-11 og 2011-12

*AG gjorde i 2010-udgaven af DHF's landspokalturnering brug af den ikke spilleberttigede Nikolaj Koch-Hansen, og modtog som følge heraf en bøde af DHF. Holdet blev dog ikke som oprindeligt krævet frataget titlen.

## Tilgange 2011-12
Tilgange
- Olafur Stefansson (Rhein-Neckar Löwen),
- Henrik Toft Hansen (AAB Håndbold),
- Mads Larsen (Tilbage fra lejeophold i Nordsjælland Håndbold)